# بندر (چترود)
بندر، روستایی است از توابع بخش چترود شهرستان کرمان در استان کرمان ایران.

## جمعیت
این روستا در دهستان معزیه قرار داشته و براساس آخرین سرشماری مرکز آمار ایران که در سال ۱۳۸۵ صورت گرفته، جمعیت آن ۱۲۷نفر ( ۳۱خانوار) بوده‌است.
شورای اسلامی و دهیار منطقه : سیدیدالله موسوی